# 61 (getal)
61 (eenenzestig) is het natuurlijk getal volgend op 60 en voorafgaand aan 62.

## Wiskunde
- 61 is een priemgetal.
- 61 is een viervoud plus 1, zodat dit priemgetal volgens de stelling van Fermat over de som van twee kwadraten kan worden geschreven als de som van twee kwadraten: {\displaystyle (5^{2}+6^{2})}.
- 61 is een Keithgetal.

## Overig
Eenenzestig is ook:
- Het jaar A.D. 61 en 1961.
- Het atoomnummer van het scheikundig element Promethium (Pm).